# Pale Folklore
Albums de Agalloch
The Mantle
(2002)
Pale Folklore est le premier album studio du groupe américain Agalloch.

## Liste des pistes
| No | Titre                                     | Durée |
| -- | ----------------------------------------- | ----- |
| 1. | She Painted Fire Across the Skyline Pt. 1 | 8:35  |
| 2. | She Painted Fire Across the Skyline Pt. 2 | 3:09  |
| 3. | She Painted Fire Across the Skyline Pt. 3 | 7:09  |
| 4. | The Misshapen Steed                       | 4:54  |
| 5. | Hallways of Enchanted Ebony               | 9:59  |
| 6. | Dead Winter Days                          | 7:51  |
| 7. | As Embers Dress the Sky                   | 8:04  |
| 8. | The Melancholy Spirit                     | 12:27 |